# Andrzej Tadeusz Kijowski

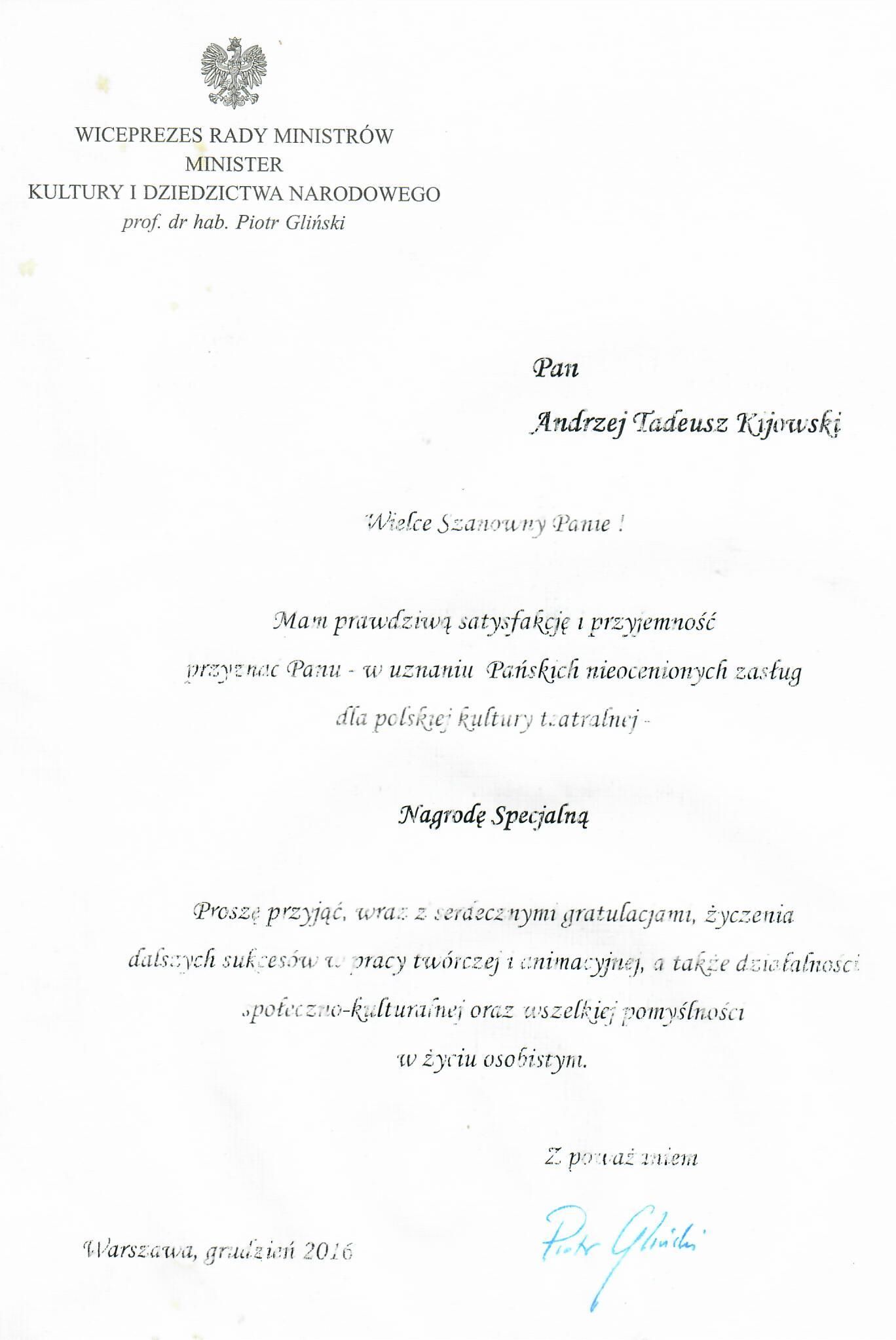
Nagroda Specjalna Ministra Kultury i Dziedzictwa Narodowego (2016)

Andrzej Tadeusz Kijowski (ur. 15 lipca 1954 w Krakowie) – polski krytyk teatralny, filmowy i literacki. Teatrolog i menedżer kultury. Pisarz, publicysta, redaktor i dziennikarz.
Scenarzysta, realizator, producent wykonawczy oraz prezenter telewizyjny.
Felietonista radiowy, tekściarz i bloger.
Nauczyciel akademicki. Działacz społeczny, samorządowiec i funkcjonariusz publiczny. Kawaler Krzyża Komandorskiego Orderu Odrodzenia Polski (Polonia Restituta III klasy).

## Wykształcenie
Absolwent Liceum Batorego (1973) i polonistyki na Uniwersytecie Warszawskim (1976). Stopień naukowy doktora nauk humanistycznych uzyskał w Instytucie Filozofii i Socjologii PAN w 1980.

## Działalność społeczna
W latach 1963–1973 harcerz, a następnie instruktor, przewodnik zuchów w Hufcu Warszawa Śródmieście ZHP.
W latach 1976–1989 uczestnik opozycji demokratycznej: współpracownik KOR-u, KSS „KOR” i NOW-ej oraz (pod pseudonimem Tadeusz Żeglikowski) paryskiego „Kontaktu”.
W latach 1980–1981 współzałożyciel i przewodniczący Komisji Wydziałowej NSZZ „Solidarność” na Wydziale Pedagogiki i Psychologii Fili UW w Białymstoku.
W latach 1989–1990 współzałożyciel i członek Komisji Zakładowej odradzającej się „Solidarności” w warszawskiej PWST.
Podczas wyborów czerwcowych 1989 mąż zaufania Komitetu Obywatelskiego.
W latach 1990–1994 radny samorządu i wicemarszałek Sejmiku Warszawskiego.
W latach 1990–2005 wielokrotnie pełnił funkcję przewodniczącego w komisjach wyborczych na terenie Śródmieścia Warszawy podczas wyborów prezydenckich, parlamentarnych i samorządowych.
W roku 2010 został członkiem „Warszawskiego Społecznego Komitetu Poparcia Jarosława Kaczyńskiego w wyborach prezydenckich”.
Jest autorem tekstu pieśni Najważniejsza jest Polska i Zgoda na Polskę, wykonywanych przez Andrzeja Rosiewicza.

## Praca zawodowa
Debiutował jako recenzent teatralny 11.XI.1976 w tygodniku „Literatura”. Równolegle współpracował też z dwumiesięcznikiem „Teksty”, gdzie w styczniu 1977 ukazał się pt. A kiedy strzelba wypali skrót jego pracy mgr., napisanej pod kierunkiem Stefana Treugutta rozprawy pt. „Sposoby wywoływania napięć w teatrze dramatycznym”.
Następnie publikował w Tekstach recenzje prac teatrologicznych, a w miesięcznikach: „Dialog”, „Twórczość”, a także w tygodnikach „Film”, „Tygodnik Kulturalny” czy „Polityka” rozprawy nt. współczesnej dramaturgii, literatury oraz filmu polskiego.
- Od września 1980 do lutego 1982 roku adiunkt na Wydziale Pedagogiki i Psychologii Filii Uniwersytetu Warszawskiego w Białymstoku.
- W latach 1981–1985 sekretarz redakcji rocznika „Studia estetyczne” od marca 1982 r. zatrudniony w Zakładzie Estetyki IFiS PAN.
- Od roku 1982 do 1990 wykładowca na wydziałach: aktorskim, reżyserskim oraz na Wydziale Wiedzy o Teatrze w PWST w Warszawie.
- W latach 1990–1992 kierownik działu kultury „Tygodnika Solidarność” i dziennika „Nowy Świat”. Recenzje teatralne publikował wówczas pod pseudonimem Kat.
- W latach 1992–1995 związany z Nową Telewizją Warszawa i Polonią 1. Zrealizował ponad 250 programów telewizyjnych[4].
- W latach 1992–2006 twórca Konkursu Teatrów Ogródkowych i Festiwalu Artystycznego „Ogrody Frascati”.
- W latach 1998–1999 dyrektor Warszawskiego Ośrodka Kultury.
- W latach 2000–2001 dyrektor Centrum Monitoringu Wolności Prasy przy Stowarzyszeniu Dziennikarzy Polskich[5] oraz wykładowca w Wyższej Szkole Dziennikarstwa im. M. Wańkowicza.
- Od roku 2003 do 2007 dyrektor stołecznego Domu Kultury Śródmieście.
- W latach 2007–2009 oraz 2016-2017 zatrudniony w Akademii TV, współpracował też w roku 2010 z programem I TVP, Agencją Produkcji Audycji Informacyjnych (APAI) i portalem internetowym TVP Info Telewizji Polskiej[6].
- W roku 2017 stypendysta MKiDN[7].
- Od czerwca 2017 do lutego 2023 roku Rzecznik Wolności Słowa Krajowej Rady Radiofonii i Telewizji.
- Od roku 2020 do 2023 współpracownik Teatru Telewizji i Ośrodka Dokumentacji i Zbiorów Programowych (ODiZP) TVP.

## Przynależność organizacyjna
Jest członkiem: Klubu Ronina, Stowarzyszenia Autorów ZAiKS, Stowarzyszenia Dziennikarzy Polskich – (w kadencji 2017-2021 Rzecznik Dyscyplinarny Oddziału Warszawskiego SDP), Stowarzyszenia Pisarzy Polskich, Stowarzyszenia Wolnego Słowa.

## Życie prywatne
Syn pisarza Andrzeja Kijowskiego i dziennikarki Kazimiery Kijowskiej. Ma dwie córki. Mieszka w Wildze.

## Twórczość[8]
- Chwyt Teatralny. Zarys instrumentalnej teorii teatru. (Wydawnictwo Literackie, Kraków 1982, ISBN 83-08-00954-9; ISBN 978-83-08-00954-3)
- Teoria Teatru. Rekonesans. (Ossolineum, Kraków 1985, ISBN 83-04-01935-3; ISBN 978-83-04-01935-5)
- Separacja. SMS-y poetyckie (nakładem autora, Warszawa 2005, ISBN 83-923292-5-2; ISBN 978-83-923292-5-1)
  - Separacja i inne wiersze nowe. Blog poetycki Andrzeja Tadeusza Kijowskiego. Aktualizowany od 2005 roku.
- Opis obyczajów w 15-leciu międzysojuszniczym 1989–2004 (t. I–IV)[9], Wydawnictwo AnTraKt, Warszawa 2010:
  - Odsłanianie dramatu (t. I) ISBN 978-83-923292-6-8.
  - A Teraz Konkretnie (t. II) ISBN 978-83-923292-7-5.
  - Teatr to miejsce spotkania (t. III-IV):
  - Paradoks o Ogródkach (t. III) ISBN 978-83-923292-8-2.
  - Thea to znaczy widzenie (t. IV) ISBN 978-83-923292-9-9.

- Organizacja życia kulturalnego w społeczeństwie obywatelskim na tle gospodarki rynkowej. Czasy kultury 1789–1989[10] (Neriton, Warszawa 2015, ISBN 978-83-7543-394-4). Tytuł dotowany przez Ministerstwo Nauki i Szkolnictwa Wyższego[11].

## Prace edytorskie
Andrzej Kijowski, Dzieje literatury pozbawionej sankcji, t.I-II, antologia: wstęp, wybór, opracowanie i posłowie A.T.Kijowski; omówienie Marta Kwaśnicka, Instytut Literatury, Kraków 2020:
- vol.1 ISBN 978-83-6635-932-1.

- vol.2 ISBN 978-83-6635-928-4.

## Nagrody i odznaczenia

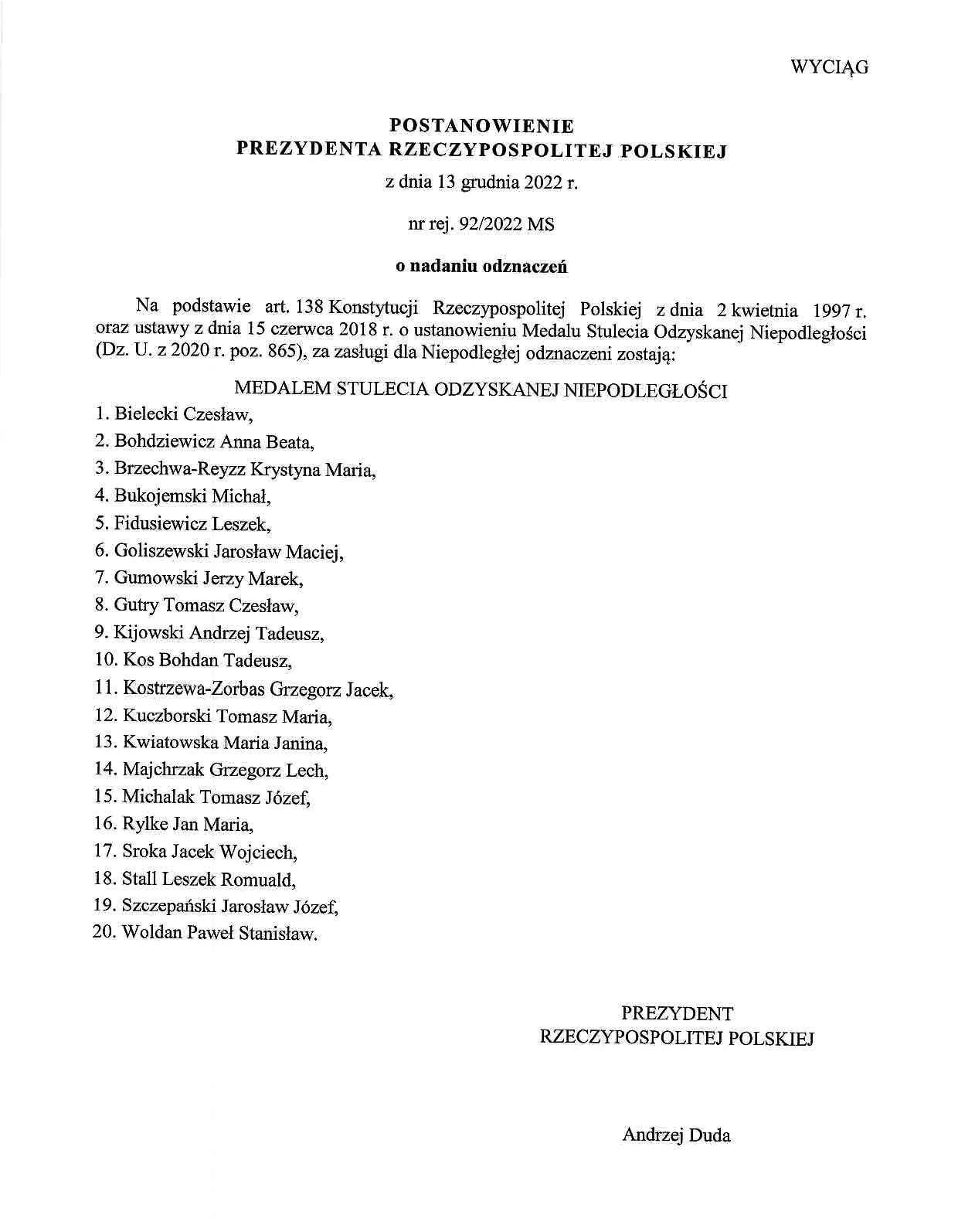
Postanowienie Prezydenta RP z dnia 13 grudnia 2022 o nadaniu Medala Stulecia Odzyskanej Niepodległości

- W roku 2004 laureat wyróżnienia honorowego „Złoty liść” na I Festiwalu Piosenki Retro 2004[12].
- W roku 2008 Laureat nagrody Agencji Produkcji Audycji Telewizyjnych (APAT) TVP za scenariusz programu literackiego.
- W roku 2016 otrzymał Nagrodę Specjalną Ministra Kultury i Dziedzictwa Narodowego w uznaniu „nieocenionych zasług dla polskiej kultury teatralnej”.
- W roku 2017 „za Zasługi dla Niepodległości 1956-1989” uzyskał status działacza opozycji antykomunistycznej.
- 7 grudnia 2022 „za wybitne zasługi w działalności na rzecz przemian demokratycznych w Polsce, za osiągnięcia w podejmowanej z pożytkiem dla kraju aktywności zawodowej i społecznej” został odznaczony Krzyżem Komandorskim Orderu Odrodzenia Polski, Polonia Restituta[13].
- 13 grudnia 2022 "za zasługi dla Niepodległości" odznaczony Medalem Stulecia Odzyskanej Niepodległości[14].